# WDR Fernsehen
WDR Fernsehen est une chaîne de télévision généraliste régionale allemande éditée par la Westdeutscher Rundfunk, organisme de droit public. Elle cible les populations du centre-ouest du pays (Rhénanie-du-Nord-Westphalie).
Cette chaîne généraliste est un des neuf « Dritten Fernsehprogramme » (troisième programme de télévision) émettant dans les différents länder. De fait, en Allemagne, on désigne sous cet intitulé les chaînes de télévision régionales publiques, qui occupent systématiquement la troisième position dans leur land respectif.

## Histoire de la chaîne
WDR Fernsehen commence à émettre le 17 décembre 1965 sous le nom de Westdeutsches Fernsehen (WDF). Elle est rebaptisée West 3 en 1988 et prend son nom actuel en 1994.
Cette chaîne de format généraliste diffuse de nombreuses émissions de proximité (reportages et bulletins d'information régionaux et locaux), mais aussi des dessins animés, des séries, des programmes culturels, des émissions éducatives, des films et des variétés. Comme chaque chaîne de télévision appartenant à ARD, WDR Fernsehen reprend chaque jour en direct (20 heures) le journal télévisé national de Das Erste.

## Identité visuelle

### Logos

Logo de WDR Fernsehen jusqu'au 11 novembre 2013
Logo de WDR HD du 30 avril 2012 au 11 novembre 2013
Logo de WDR Fernsehen depuis le 12 novembre 2013
Logo de WDR HD depuis le 12 novembre 2013
Logo de WDR Fernsehen depuis le 4 septembre 2016
Cornerlogo de WDR Fernsehen depuis le 4 septembre 2016
Logo de WDR HD depuis le 4 septembre 2016

## Organisation
Comme chacune de ces chaînes de télévision, WDR Fernsehen est associée au sein d'un organisme commun, ARD (Communauté de travail des établissements de radiodiffusion de droit public de la République Fédérale d’Allemagne), et une partie de ses programmes sert à alimenter la première chaîne de télévision allemande, Das Erste.

## Programmes
La chaîne diffuse de courts décrochages régionaux répartis en onze zones. Ces décrochages, baptisés Lokalzeit, prennent généralement le nom de la principale agglomération de leur zone de diffusion, respectivement :
- Aix-la-Chapelle : Lokalzeit aus Aachen
- Wuppertal : Lokalzeit Bergisches Land
- Bonn : Lokalzeit aus Bonn
- Dortmund : Lokalzeit aus Dortmund
- Duisbourg : Lokalzeit aus Duisburg
- Düsseldorf : Lokalzeit aus Düsseldorf
- Cologne : Lokalzeit aus Köln
- Münster : Lokalzeit Münsterland
- Bielefeld : Lokalzeit OWL aktuell
- Essen : Lokalzeit Ruhr
- Siegen : Lokalzeit Südwestfalen

## Diffusion
WDR Fernsehen est diffusée sur le réseau hertzien dans le nord-ouest du pays, mais également depuis le début des années 1990 en clair par satellite (analogique, puis numérique) ainsi que sur les différents réseaux câblés. La chaîne peut ainsi être reçue librement dans l'ensemble du pays, mais aussi dans une grande partie de l'Europe, via le système de satellites Astra.